# Трофимчук, Ольга Владимировна
Ольга Владимировна Трофимчук (род. 1987) — российская биатлонистка, призёр чемпионата России. Мастер спорта России по лыжным гонкам (2003) и биатлону.

## Биография
Воспитанница СШОР г. Краснотурьинска Свердловской области, тренировалась под руководством своего отца. В дальнейшем представляла г. Екатеринбург и Свердловскую область.
На юниорском уровне становилась серебряным призёром в личной дисциплине и бронзовым призёром в эстафете первенства России среди юниоров 2005 года в лыжных гонках. Призёр всероссийских юниорских соревнований по биатлону в спринте (2006).
На взрослом уровне в 2009 году стала серебряным призёром чемпионата России по биатлону в командной гонке в составе сборной Свердловской области. Также становилась призёром этапов Кубка России в эстафете.
В начале 2010-х годов завершила профессиональную карьеру. Некоторое время выступала в студенческих и любительских соревнованиях.

## Личная жизнь
Родители, Владимир Алексеевич (род. 1962) и Наталья Васильевна (род. 1963; дев. Титова) занимались лыжными гонками, имеют звания мастеров спорта СССР, в дальнейшем работали тренерами. Брат Алексей (род. 1985) занимался хоккеем с мячом.